# Now's the Time (recueil de nouvelles)
Pour les articles homonymes, voir Now's the Time (homonymie).
Now's the Time (titre original : Now's the Time) est un recueil de nouvelles de John Harvey publié en 1999 en Angleterre et en 2004 en France dans la collection Rivages/Noir avec le numéro 526.
Après Cœurs solitaires, Les Étrangers dans la maison, Scalpel, Off Minor, Les Années perdues, Lumière froide, Preuve vivante, Proie facile, Eau dormante et avant Derniers Sacrements, il contient douze nouvelles où l’on retrouve le personnage de Charles Resnick, inspecteur principal de police d’origine polonaise au commissariat de Nottingham.

## Nouvelles
- Now's the Time
- Dexterity
- She Rote
- Confirmation
- Bird of Paradise
- Cheryl
- Work
- Stupendous
- My Little Suede Shoes
- Cool Blues
- Slow Burn
- Billie’s Blues

Les nouvelles reprennent des personnages figurant dans les différents romans de la série. Les titres sont inspirés de l’œuvre de Charlie Parker.